# Mimenicodes
Mimenicodes is een kevergeslacht uit de familie van de boktorren (Cerambycidae). De wetenschappelijke naam van het geslacht werd voor het eerst geldig gepubliceerd in 1940 door Breuning.

## Soorten
Mimenicodes omvat de volgende soorten:
- Mimenicodes granulum (Fauvel, 1906)
- Mimenicodes perroudi (Montrouzier, 1861)
- Mimenicodes bougieri (Fauvel, 1906)
- Mimenicodes cylindricus (Fauvel, 1906)
- Mimenicodes cylindroides Breuning, 1940
- Mimenicodes fractimacula (Fauvel, 1906)
- Mimenicodes latreillei (Fauvel, 1906)
- Mimenicodes obliquatus Breuning, 1942
- Mimenicodes opacus (Fauvel, 1906)
- Mimenicodes rugiceps (Fauvel, 1906)
- Mimenicodes scripticollis (Fauvel, 1906)
- Mimenicodes subunicolor Breuning, 1973
- Mimenicodes thomsoni (Fauvel, 1906)
- Mimenicodes unicolor Breuning, 1940